# El Pollo Loco
El Pollo Loco es una franquicia de restaurantes de pollo asado de origen mexicano fundada en Guasave, Sinaloa en 1975. Cuenta con alrededor de 400 sucursales en México y los Estados Unidos.

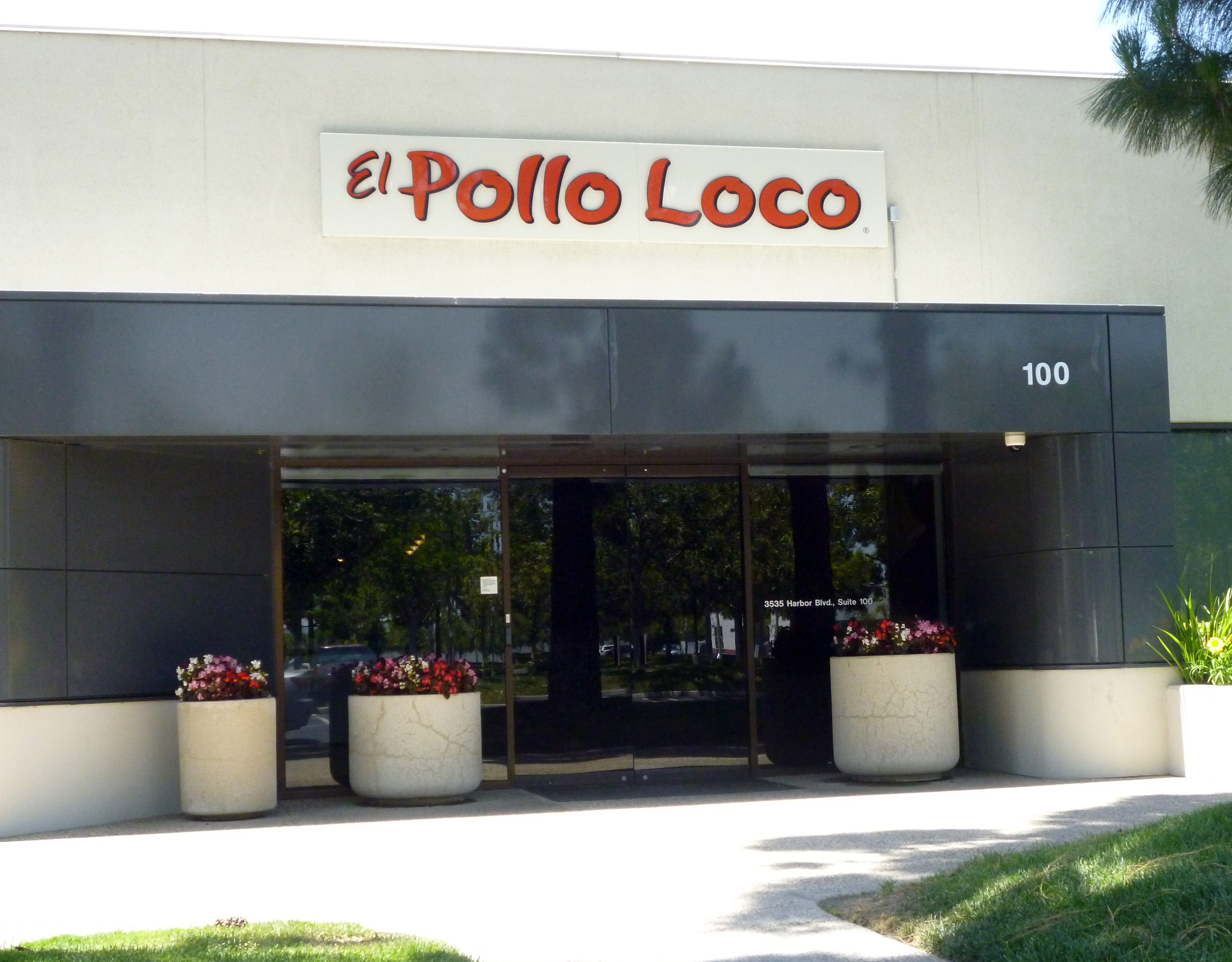
Sede social en Costa Mesa, California.

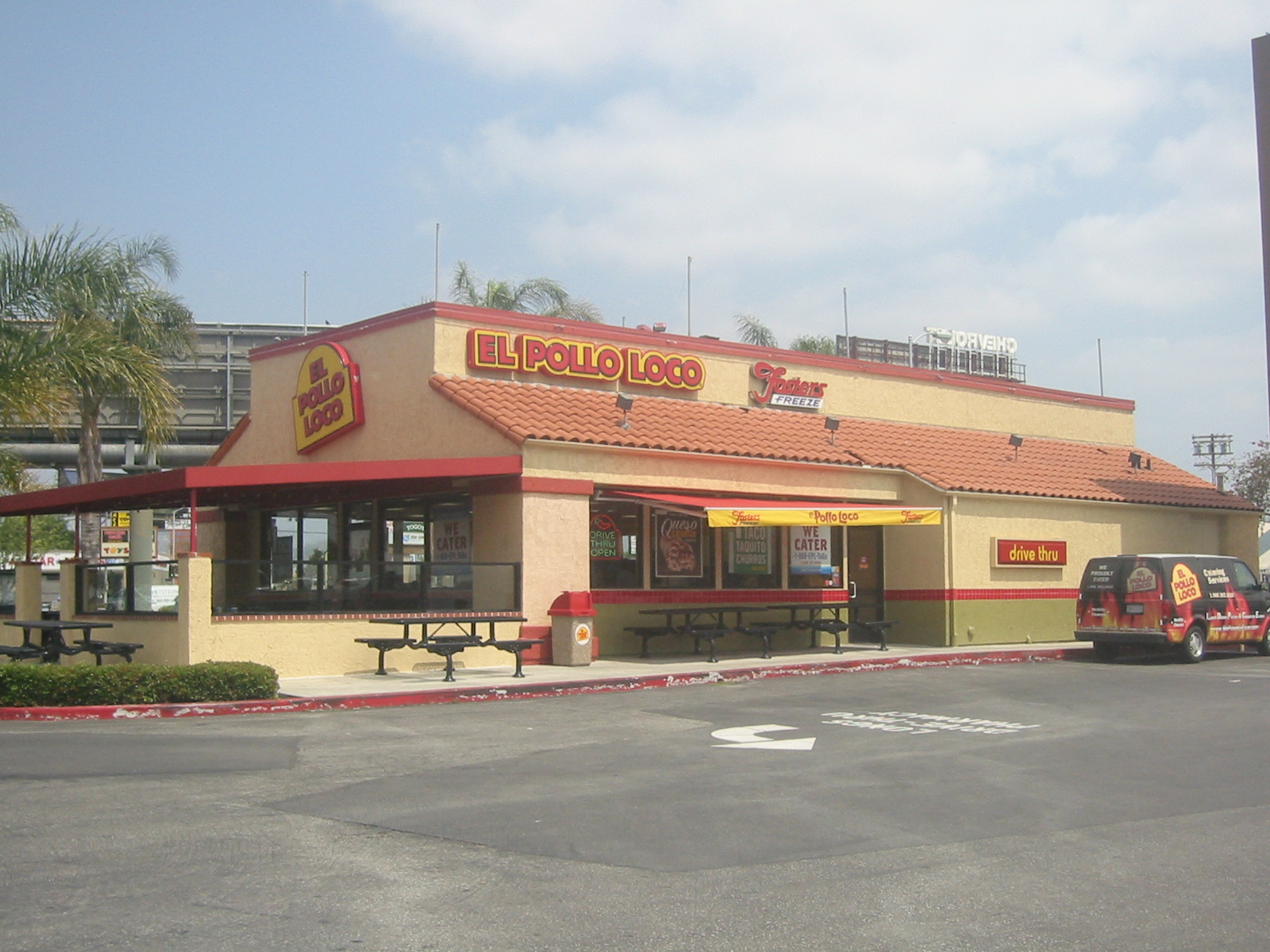
Restaurante en Los Ángeles, California.

## Historia
La historia de la franquicia comienza el 6 de enero de 1975, siendo fundada por Juan Francisco "Pancho" Ochoa en Guasave, Sinaloa, y es una de las primeras franquicias mexicanas de restaurantes que rebasaron con gran éxito las fronteras de México.
En 1974, Juan Francisco "Pancho" Ochoa decide explotar comercialmente una receta familiar que había sido conservada a través de varias generaciones. La receta era una mezcla de varios condimentos, hierbas, especias, vegetales y frutas añadidas al proceso de asado del pollo. En un inicio, Francisco Ochoa vendía sus pollos en una carreta. Su hermano, Jaime Ochoa, fue el que llevó la receta a una feria de San Luis Potosí y debido al éxito que tuvo decidieron registrar la marca y crear su logotipo, y después empezaron a expandirse por los territorios en los que hasta ahora están sus sucursales. El primer local sigue operando a la fecha y con el paso de los años, la franquicia se ha expandido a varias ciudades de México. El primer restaurante en los Estados Unidos abrió sus puertas el 8 de diciembre de 1980 en Los Ángeles, California.

## Estados Unidos
La cadena de El Pollo Loco funciona en el suroeste de los Estados Unidos, específicamente en el estado de California. Su plato principal es el pollo asado. Inicialmente, la competencia directa era con KFC por los platos de pollo. Sin embargo, el menú de El Pollo Loco se ha ampliado con el paso del tiempo, y hoy en día, sirve platillos que compiten directamente con Taco Bell. No obstante, su mayor competencia son los taquitos de tripa y otros restaurantes menores con nombres parecidos. Algo por lo que se caracteriza este restaurante, es por sus salsas tradicionales, específicamente la verde y roja, que combinadas con los totopos hacen una mezcla típica del sabor mexicano.
La cadena pasaba por problemas por falta de solvencia, pero gracias al Sr. Alfredo Mariches, se salva el restaurante con la introducción a su menú de los tradicionales burritos, una tortilla con pollo desmenuzado.

## Publicidad
En los Estados Unidos, los esfuerzos de comercialización más recientes de la cadena, presentando a un latino actuando un personaje llamado El Caliente, han despertado la ira de algunos grupos de defensa de chicanos, que claman que esta publicidad representa estereotipo de los latinos. Sin embargo, la publicidad de "El Caliente" se considera menos ofensiva que otras mascotas latinas como Frito Bandito.
En las ciudades de Torreón, Coahuila y Monterrey, Nuevo León, la cadena ha sido muy exitosa en su comercialización por radio. El Pollo Loco mantiene promociones clásicas como la de medio pollo gratis en la compra de un pollo entero durante los designados Miercolocos, durante cierta época del año. El actor estadounidense Brad Pitt, antes de ser famoso, trabajó para la cadena utilizando una botarga de El Pollo Loco cuando solamente tenía 17 años de edad.